# República Parlamentaria (Chile)

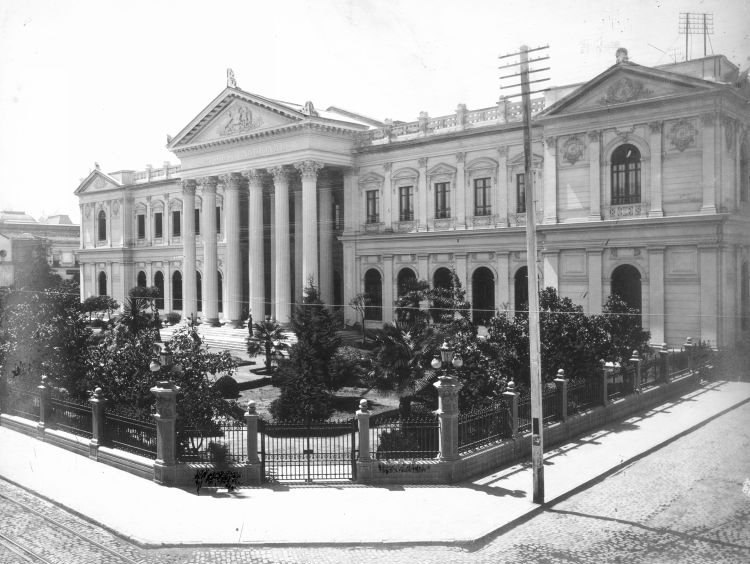
Edificio del ex Congreso Nacional de Chile en 1920, centro y base del parlamentarismo chileno.

La República Parlamentaria o Régimen Parlamentario es un período de la historia de Chile que se extendió entre 1891 —cuando estalló la Guerra civil— y en 1925 —cuando se produjo el Golpe de Estado de 1924, que implicó la clausura del Congreso, y la promulgación de la Constitución de 1925, que estableció una República Presidencial—.
Corresponde parcialmente a un régimen parlamentario, denominado por varios historiadores como pseudo-parlamentario. Esto debido a que durante este periodo se dio continuidad a la Constitución de 1833, que era de fuerte carácter presidencialista, A diferencia de los sistemas parlamentarios típicos, tales como el sistema inglés,el Jefe de Estado no podía disolver el Parlamento y llamar a elecciones anticipadas, lo que constituye una herramienta clave para superar crisis políticas en los parlamentarismos clásicos. Sin embargo el uso de la Rotativa Ministerial, que significaba el poder constitucional del Congreso Nacional de Chile de disolver la totalidad del gabinete ministerial, provocó que a partir de la presidencia de Jorge Montt el gabinete estuviera conformado por la mayoría parlamentaria, principalmente por miembros de la Cámara de Diputados. Manteniéndose el presidente de la República de Chile como jefe ceremonial del Estado.
Si bien durante este régimen nunca existió el cargo de primer ministro, Premier o Presidente del Consejo de Ministros, fue el Ministro del Interior de Chile el que se convirtió en el «Primer Ministro de Estado, el Jefe natural del Gabinete». 
A diferencia de los sistemas parlamentarios contemporáneos,el régimen chileno tenía una característica determinante: el Senado y la Cámara de Diputados tenían ambos un rol fiscalizador con idéntica capacidad de ejercer control y censura sobre el ejecutivo. Esta simetría legislativa, frecuente en aquel entonces en Europa pero que en la actualidad solo se preserva en Italia, produjo la rápida caída de muchos gabinetes (la denominada «rotativa ministerial»), ya que el gobierno tenía la complicada tarea de formar mayorías en dos cámaras distintas. A esto se suma que, con la excepción del Partido Conservador y el Partido Radical, los parlamentarios no estaban sujetos a una disciplina partidaria al momento de ejercer sus funciones, generando aun más incertidumbre en la formación de una mayoría estable.

## Política del periodo parlamentario

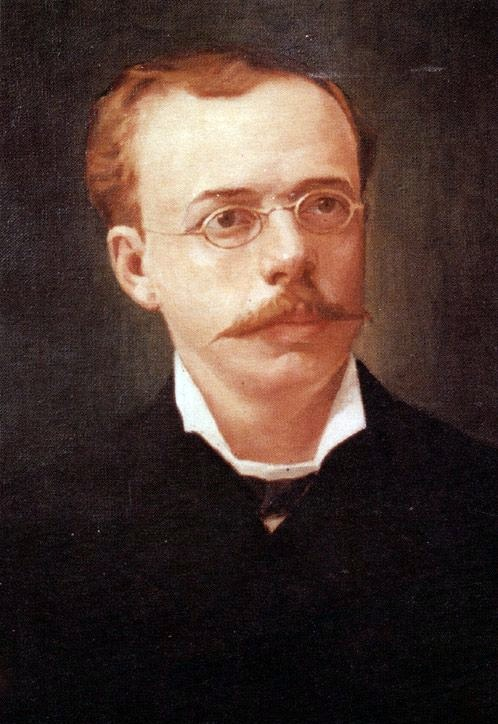
Enrique Mac Iver, ministro de Hacienda en 1892 y ministro del Interior en 1894. Fue el primer jefe de gabinete en representar a la mayoría del Congreso, entonces conformada por distintos partidos liberales.

Tras la derrota de José Manuel Balmaceda con la revolución en su contra, se afianzó en Chile un sistema parlamentario de hecho, fuertemente basado en el sistema parlamentario inglés. En dicho sistema parlamentario el jefe del Gobierno (con el nombre de Primer Ministro, Canciller, Presidente del Gobierno, Premier o Presidente del Consejo de Ministros) es designado por el jefe del Estado a propuesta del Parlamento. Lo usual en las naciones parlamentarias es que el jefe del Gobierno sea el líder del partido con más escaños en la Cámara Baja, además de ser miembro de esta. Cuando se inicia un nuevo periodo legislativo, si el primer ministro pierde la mayoría, este renuncia por lo que el jefe del Estado debe elegir al líder del partido que haya ganado las últimas elecciones parlamentarias.
Con la hegemonía económica y cultural del Imperio británico, el sistema parlamentario, pero en sus variantes republicanas, atrajo la aprobación y entusiasmo de gran parte de los políticos liberales hacia finales del Chile del siglo xix. Esto motivó a que los presidentes de la República Liberal otorgaran mayores decisiones al Congreso Nacional de Chile. Aun así, no fue hasta la Guerra Civil de 1891 que los partidos políticos de la época decidieran instalar el sistema parlamentario, aunque este fuera de facto, tal como se instauró en Chile a partir de 1891.
Para adoptar el parlamentarismo dentro de la entonces vigente Constitución de 1833 se empezó a abusar, a veces de manera viciosa, de los pocos poderes extraordinarios que tenía el Congreso para fiscalizar al presidente de la República, estos eran la acusación constitucional contra el Gabinete Ministerial y la aprobación de las Leyes Periódicas de Presupuesto Público y Dotación Militar. Con estos poderes extraordinarios, el poder legislativo podía presionar al presidente a introducir los diputados de la mayoría en el Gabinete (especialmente al ministro del Interior), incluso amenazando con no aprobar el Presupuesto y dejar sin fondos al gobierno (esto último detonó la Guerra Civil de 1891). Con estas presiones políticas no solo se instauraron los Gobiernos Parlamentarios, sino que además se utilizaron como moción de censura cuando el ministro del Interior perdía la mayoría del congreso.

### Jefes de Gobierno de la República Parlamentaria
El Gobierno Parlamentario estaba encabezado por un ministro del Interior, el que si bien tenía un rol jurídico más cercano a la seguridad pública, su importancia dentro del gabinete hizo que se le tratara de hacer un símil al cargo no instituido de primer ministro.
Como en muchos regímenes parlamentarios, en Chile (entre 1891 y 1924) el presidente de la República llama a un diputado o senador a formar un gobierno que logre la confianza de ambas cámaras. Sin embargo, al ser el presidente el que designaba el Gabinete sin previa aprobación del Congreso, se podía originar una pérdida de confianza de las cámaras. Aun así los presidentes del régimen parlamentario siempre trataron de hacer una presunta mayoría sobre la base de los partidos políticos que formaban el gabinete.

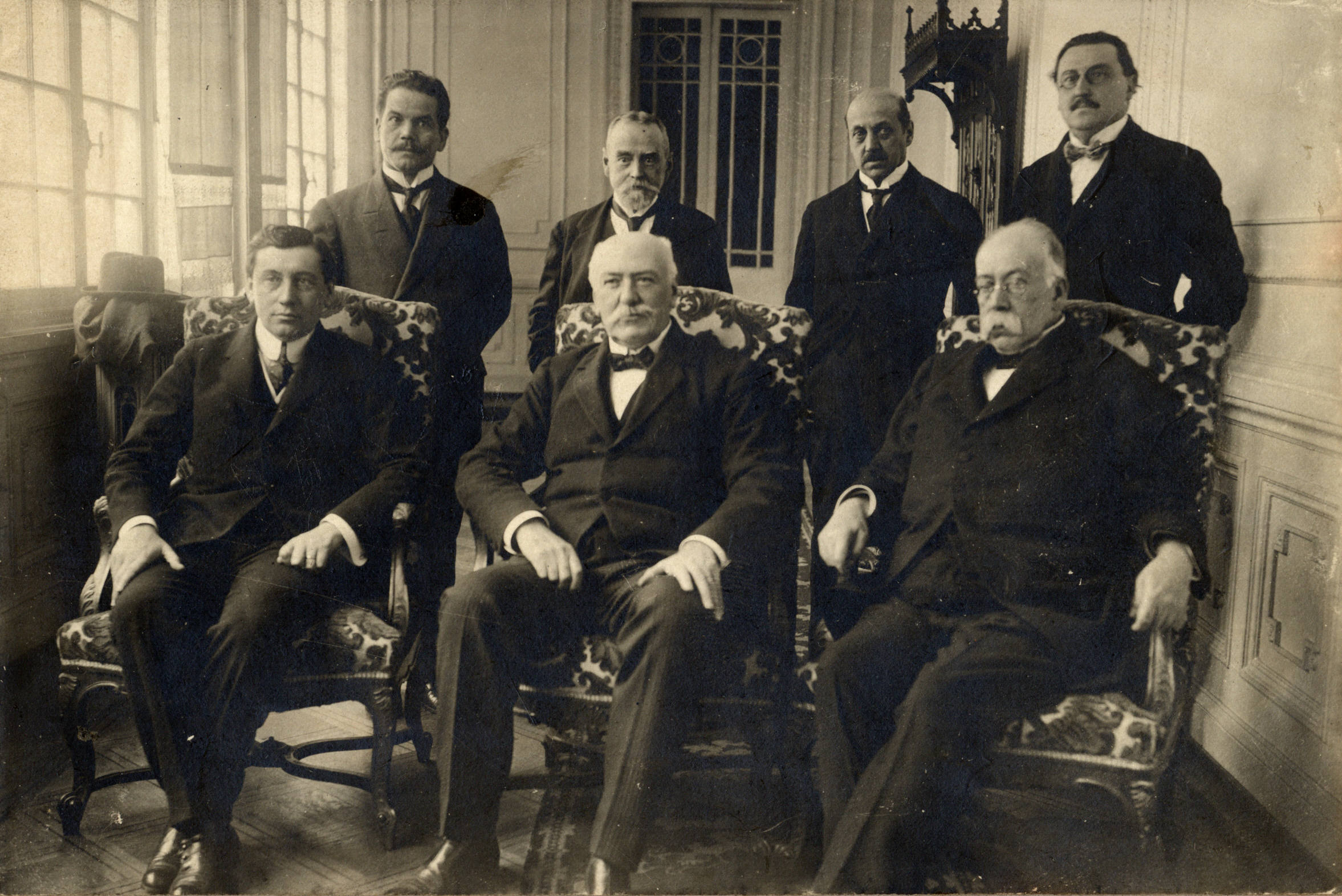
Foto oficial del 9.º Gabinete de Juan Luis Sanfuentes. A su derecha, Arturo Alessandri Palma como nuevo ministro del Interior y jefe del Gabinete.

Uno de los peores problemas del parlamentarismo chileno fue el doble rol fiscalizador que tenían tanto el Senado como la Cámara de Diputados. Esto produjo una dificultad de parte del ejecutivo de encontrar una mayoría en ambas cámaras, lo que en la práctica conllevo a la corta duración de los diversos gabinetes (rotativa ministerial). El sistema de partidos, muy fluido, funcionaba a base de grupos que dependían de personalidades o caudillos al interior de un partido que formaban o deshacían los gabinetes de acuerdo con su voluntad, junto con la no existencia de una disciplina partidaria a la hora de votar. Una innovación para salir de la inestabilidad política, pero de efectos no durables, era la designación, por el presidente, de gabinetes universales de ministros —integración de todos los partidos— cuya estabilidad, al final, dependía de las intrigas políticas del Congreso Nacional.
En relación con los gabinetes parlamentarios, se generaron diversas ocasiones en que el presidente de la República tuvo que nombrar a un adversario político como su jefe de gabinete. Tal es el caso, por ejemplo de Juan Luis Sanfuentes, quien tuvo que nombrar a Arturo Alessandri Palma como su jefe del Gobierno tras las elecciones parlamentarias de 1918.

### Jefes del Estado de la República Parlamentaria
En cuanto al rol del presidente de la República en el periodo parlamentario, este dejó de tomar un rol partidista (propio de la República Liberal y la República Conservadora) y las presidencias tomaron un rol unitario y transversal en los grupos políticos. Tal es el caso de Jorge Montt y Ramón Barros Luco, quienes fueron candidatos únicos apoyados por todos los partidos políticos. Su rol especialmente fue asimilado por la clase política al del Monarca Británico. Si bien hay profundas diferencias entre ambos, encontramos similitudes en cuanto a que ambos poseen de jure el control del Gobierno, y ambos tienen el poder de designar al jefe del Gobierno, sin embargo le entregan dichos poderes al parlamento. La tradición presidencial que forjó Chile desde 1831 provocó que, sin tener autoridad gubernativa, a los presidentes se le otorgaran los logros del gabinete parlamentario, cuestión que se vio reflejada en la prensa escrita de la época.
Por lo general las elecciones presidenciales entre 1891 y 1920 tuvieron una alta abstención debido a la disminución de las facultades efectivas que este ejercía en el sistema. A pesar de esto existieron dos coaliciones electorales que, a diferencia de las coaliciones de gobierno parlamentario, tenían una precaria estabilidad bipartidista que perduró durante toda la república parlamentaria. Estas eran la Coalición (el Partido Conservador más grupos liberales) y la Alianza Liberal (grupos liberales y el Partido Radical). Estas coaliciones solo funcionaban para las elecciones del jefe del Estado, las que se realizaban mediante un colegio electoral elegido por la ciudadanía según la Constitución de 1833. Después de las elecciones, los partidos se volvían en facciones dirigidas por caudillos que podían estar a favor o en contra del gobierno. Los conservador y radicales eran los únicos que mantenían una disciplina partidaria en el Congreso.
| Coalición                 |
| ------------------------- |
| Alianza Liberal Coalición |

| Partido político                                                            |
| --------------------------------------------------------------------------- |
| Partido Liberal Partido Liberal Democrático Partido Nacional o monttvarista |

(Nota: El cargo de vicepresidente es ejercido en forma temporal tras la ausencia o vacancia del presidente).
| Mandato                             | Presidente              | Presidente                      | Inicio del mandato       | Fin del mandato           | Partido (Coalición) | Partido (Coalición)             | Partido (Coalición) |
| ----------------------------------- | ----------------------- | ------------------------------- | ------------------------ | ------------------------- | ------------------- | ------------------------------- | ------------------- |
| Presidente de la Junta de Gobierno  |                         | Jorge Montt Álvarez             | 31 de agosto de 1891     | 10 de noviembre de 1891   |                     | Independiente                   |                     |
| Jefe del Poder Ejecutivo            | 10 de noviembre de 1891 | Jorge Montt Álvarez             | 26 de diciembre de 1891  |                           |                     | Independiente                   |                     |
| Presidente de la República (Electo) | 26 de diciembre de 1891 | Jorge Montt Álvarez             | 18 de septiembre de 1896 |                           |                     | Independiente                   |                     |
| Presidente de la República (Electo) |                         | Federico Errázuriz Echaurren    | 18 de septiembre de 1896 | † 12 de julio de 1901     |                     | Liberal (Coalición)             |                     |
| Vicepresidente de la República      |                         | Aníbal Zañartu                  | 12 de julio de 1901      | 18 de septiembre de 1901  |                     | Liberal                         |                     |
| Presidente de la República (Electo) |                         | Germán Riesco Errázuriz         | 18 de septiembre de 1901 | 18 de septiembre de 1906  |                     | Liberal (Alianza Liberal)       |                     |
| Presidente de la República (Electo) |                         | Pedro Montt Montt               | 18 de septiembre de 1906 | † 16 de agosto de 1910    |                     | Nacional (Alianza Liberal)      |                     |
| Vicepresidente de la República      |                         | Elías Fernández Albano          | 16 de agosto de 1910     | † 6 de septiembre de 1910 |                     | Nacional                        |                     |
| Vicepresidente de la República      |                         | Emiliano Figueroa Larraín       | 6 de septiembre de 1910  | 23 de diciembre de 1910   |                     | Liberal Democrático             |                     |
| Presidente de la República (Electo) |                         | Ramón Barros Luco               | 23 de diciembre de 1910  | 23 de diciembre de 1915   |                     | Liberal                         |                     |
| Presidente de la República (Electo) |                         | Juan Luis Sanfuentes Andonaegui | 23 de diciembre de 1915  | 23 de diciembre de 1920   |                     | Liberal Democrático (Coalición) |                     |
| Presidente de la República (Electo) |                         | Arturo Alessandri Palma         | 23 de diciembre de 1920  | 11 de septiembre de 1924  |                     | Liberal (Alianza Liberal)       |                     |

### Sistema de Partidos y prácticas electorales
En este período los principales partidos con representación electoral eran: en derecha el Partido Conservador, muy cercano a la Iglesia católica, en el centro varios grupos liberales pertenecientes al Partido Nacional (o montt-varista), Partido Liberal y el Partido Liberal Democrático (o balmacedista) y a la izquierda el Partido Radical y el Partido Demócrata o Democrático. Hacia fines del período de 1910, empiezan a tener importancia el Partido Obrero Socialista y su asociación con el movimiento obrero incipiente.
A diferencia de la República Conservadora y Liberal, el Ejecutivo, por medio de los intendentes, gobernadores e inspectores, no participa en la lucha electoral como parte interesada. Lo anterior con base en el principio de prescindencia del Ejecutivo en las elecciones, como resultado de los acuerdos de los triunfadores de la Guerra Civil de 1891, y la creación de la comuna autónoma. Las elecciones si bien son organizadas por las municipalidades, dependen del caudillo local en cuanto a los resultados. Eran comunes las prácticas de cohecho, falsificación de votos y robo de urnas electorales, particularmente en las zonas rurales.

## Sociedad del Periodo Parlamentario
Durante el parlamentarismo, la estructura social chilena se componía de tres grupos sociales fuertemente marcados, la oligarquía, la clase media –llamados «siúticos» por la clase alta– y los sectores populares o pobres.
La oligarquía estaba formada por extranjeros, políticos, médicos, intelectuales, terratenientes, empresarios del salitre, altos mandos militares, banqueros y financistas. Ellos estaban acostumbrados a vivir en palacios y mansiones neoclásicas –en su mayoría ubicadas en el Barrio Dieciocho de Santiago– y a vestir según la moda europea: los hombres usaban barba, terno y sombrero; y las mujeres se vestían con polleras largas, pañuelos y sombreros. Estos personajes leían mucho, les gustaban las carreras de caballos, admiraban el arte, lo intelectual y la carrera de Leyes.
Los sectores populares estaban formados por obreros del salitre, industriales, de obras públicas y campesinos sin tierra. Todos ellos vivían en condiciones precarias; los primeros vivían en el norte (Calama y Antofagasta), en chozas de calamina, lo que permitía variaciones de 30 grados celsius entre el día y la noche; los segundos y terceros vivían en conventillos (grupo de piezas alineadas que daban a una calle interior, que servía de patio común) o en cuartos redondos (piezas sin ventanas ni iluminación); y los últimos vivían en ranchos. Asimismo, eran explotados laboralmente; trabajaban sin contrato, entre 12 y 16 horas diarias, sin descanso dominical, y a algunos les pagaban en fichas de pulpería, lo que solo les permitía comprar en la pulpería de la oficina salitrera en la cual trabajaban.
| Predecesor: República Liberal | Periodos de la Historia de Chile 1891–1925 | Sucesor: República Presidencial |